# Kanton Neuilly-sur-Seine-Nord
Kanton Neuilly-sur-Seine-Nord is een voormalig kanton van het Franse departement Hauts-de-Seine. Kanton Neuilly-sur-Seine-Nord maakte deel uit van het arrondissement Nanterre en telde 32.604 inwoners (1999).
Het werd opgeheven bij decreet van 24 februari 2014, met uitwerking in maart 2015.

## Gemeenten
Het kanton Neuilly-sur-Seine-Nord omvatte enkel een deel van de gemeente Neuilly-sur-Seine.